# Scouting Fundays
De Scouting Fundays (voorheen Scoutingdagen) werden georganiseerd door een samenwerkingsverband van Scouting Nederland, Walibi Holland Biddinghuizen, Scoutshop Scouting Nederland en enkele lokale Scoutinggroepen (Flevo-Scouts Dronten en JFK Lelystad).
Doelstelling van het evenement was om scouts met een interessante korting toegangskaartjes Walibi Holland aan te bieden, waardoor de drempel voor een dagje uit veel lager wordt. De Fundays is bedoeld voor alle Scouts en is dus niet leeftijdsgebonden. Later werden er ook weekend arrangementen geboden met twee dagen toegang tot het park, een festivalcamping en twee feestavonden. 
Tijdens het Scouting Fundays weekend werd het attractiepark volledig in het thema Scouting omgetoverd en worden er extra Scouting-activiteiten georganiseerd. Hiermee laat scouting zien dat het avontuur van Scouting verder gaat dan hutten bouwen.
Er zijn Fundays edities gehouden van 2002 t/m 2013 en 2016 t/m 2018. In 2014 kon het evenement niet plaatsvinden door geplande bouwwerkzaamheden op Walibi Village. In 2015 is er een editie georganisseerd in Duinrell Wassenaar. In 2016 is er weer een dagarrangement in Walibi Holland geboden en in 2017 en 2018 zijn er weer weekend edities gehouden i.s.m. Walibi Holland. Begin 2019 is aangekondigd dat het evenement door stijgende kosten, te grote risico's en veranderingen in het beleid bij Walibi Holland niet meer rendabel te maken is. Daarmee is aan het voortbestaan van de Scouting Fundays een einde gekomen.
De organisatie gaat voor de nabije toekomst kijken of er een ander, nieuw concept bedacht en georganiseerd kan worden.

## Ontstaan
Het is allemaal begonnen toen Walibi Holland nog Six Flags Holland heette. Six Flags Holland kreeg regelmatig verzoeken binnen van scoutinggroepen die om een extra groepskorting vroegen om een dagje uit in het attractiepark met de Scouts mogelijk te maken. Er bestaat een speciale groepskorting vanaf 20 personen maar dit blijft een aanzienlijke kostenpost voor een Scoutinggroep.
Sinds de Wereld Jamboree in 1995 heeft Scouting Nederland warme banden met Six Flags Holland en is Six Flags Holland vaste sponsor van Scouting Nederland, zoals onder meer de Scouting Loterij en het Scouting Magazine. Six Flags Holland wilde graag in kader van de samenwerking iets extra’s doen voor alle Scoutingleden.
Rond 2002 ontstond het idee voor een speciale korting voor scouts tijdens een themaweekend op het attractiepark. Een organisatie vanuit Scouting Nederland is vervolgens samen met Six Flags Holland en enkele lokale Scoutinggroepen begonnen aan de organisatie van een evenement wat eerst de Scoutingdagen heette.

## Bezoekersaantallen
De Scouting Fundays werden in het voorseizoen van het attractiepark georganiseerd, dan zijn de wachtrijen in het park beperkt. Tijdens het evenement waren de Scouts vaak in de meerderheid in Walibi Holland en dit gaf een fantastische Scouting Sfeer door het gehele park!
| jaar                   | dagen  | scouts | camping gasten | bungalow gasten |
| ---------------------- | ------ | ------ | -------------- | --------------- |
| 2018                   | 2dagen | 1490   | 898            | 249             |
| 2017                   | 2dagen | 1450   | 860            | 214             |
| 2016                   | 1 dag  | 490    | nnb            | nnb             |
| 2015                   | 2dagen | 1350   | 790            | 189             |
| 2013                   | 2dagen | 6500   | nnb            | nnb             |
| 2012 (10 jaar fundays) | 2dagen | 6800   | 2650           | 210             |
| 2011                   | 2dagen | 7000   | 2700           | 190             |
| 2010                   | 2dagen | 6500   | 2400           | 250             |
| 2009                   | 2dagen | 7500   | 2400           | -               |
| 2008                   | 2dagen | 5600   | 2100           | -               |
| 2007                   | 2dagen | 5300   | 1700           | -               |
| 2006                   | 2dagen | 4200   | 1000           | -               |
| 2005                   | 2dagen | 2800   | 400            | -               |
| 2004                   | 2dagen | 1400   | -              | -               |
| 2003                   | 2dagen | 1400   | -              | -               |
| 2002                   | 2dagen | 590    | -              |                 |